# 千羽ヶ岳
千羽ヶ岳（せんばがだけ）は、徳島県海部郡美波町の千羽海崖の南側にあり遊歩道の最高所で、展望台がある標高245.3mの山である。
千羽海崖は、室戸阿南海岸国定公園の中心部で国内屈指の海崖が数キロメートルにわたって続き落差50m～250mのアップダウンを繰り返す。
日和佐城から始まる遊歩道は、千羽ヶ岳に達するまでに3時間以上かかるが、南阿波サンラインの千羽トンネル北口脇から行くと1時間もかからず行ける。

## ギャラリー

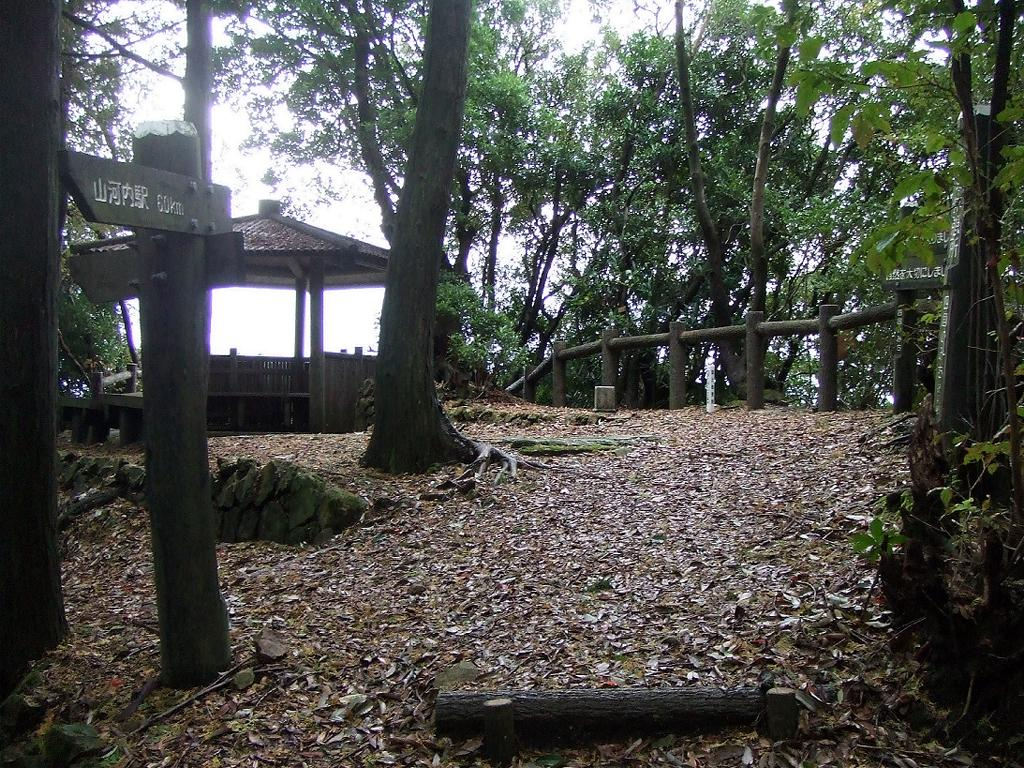
山頂の休憩所
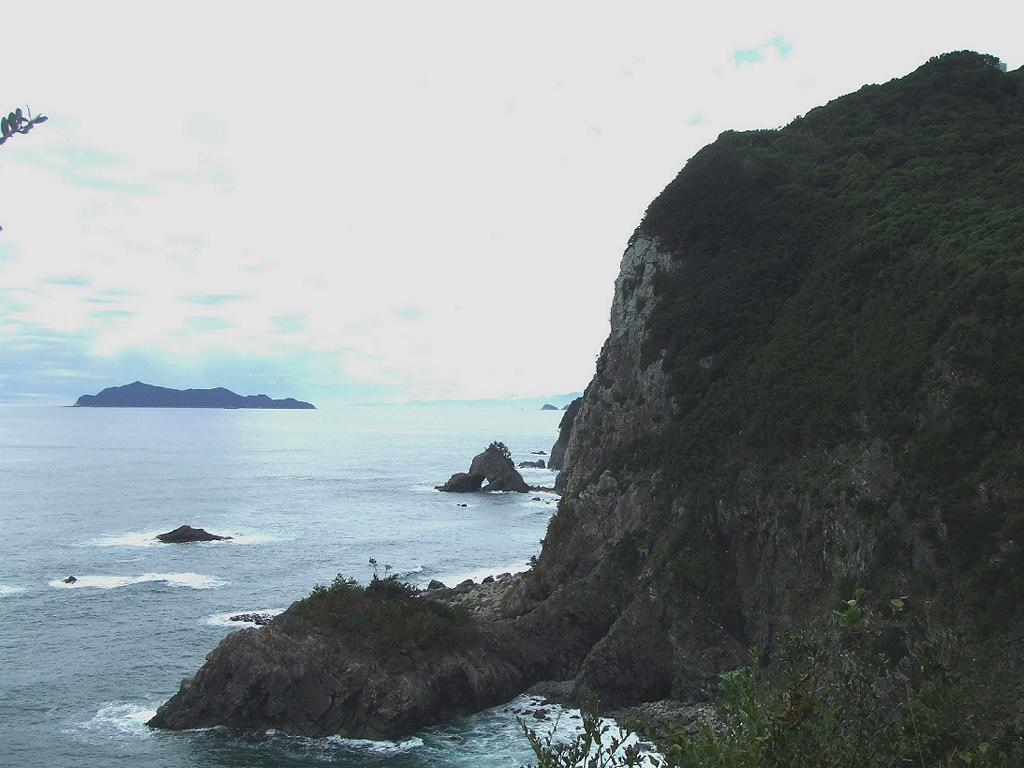
遊歩道からの景色